# 丹尼爾·阿爾費
丹尼爾·阿爾費（英語：Daniel Alfei，1992年2月23日—）是威爾斯的一位足球運動員，在場上司職後衛。他現在效力於英格蘭足球超級聯賽球隊斯旺西足球俱樂部。他首次代表斯旺西城參加英超賽事是在2011年1月8日。他也曾代表威爾斯U21國家隊參加比賽。

## 外部連結
- Daniel Alfei profile at swanseacity.net
- 足球数据库：丹尼爾·阿爾費的球员统计数据